# Trentepohlia riverai
Trentepohlia riverai är en tvåvingeart som beskrevs av Alexander 1930. Trentepohlia riverai ingår i släktet Trentepohlia och familjen småharkrankar. Inga underarter finns listade i Catalogue of Life.